# Socket FT1
Le Socket FT1 ou BGA413 est un socket sorti par AMD en janvier 2011 pour ses APU dont les noms de code sont Desna, Ontario, Zacate et Hondo. Le nom de la plateforme est « Brazos ».
Les APU des marques « Desna », « Ontario », « Zacate » et « Hondo » associent un CPU Bobcat à un GPU Cedar (TeraScale VLIW5), l’accélération vidéo UVD 3 (en) et la prise en charge de plusieurs moniteurs basés sur AMD Eyefinity pour un maximum de deux moniteurs.